# Nippoptilia issikii
Nippoptilia issikii är en fjärilsart som beskrevs av Kôji Yano 1961. Nippoptilia issikii ingår i släktet Nippoptilia och familjen fjädermott. Inga underarter finns listade i Catalogue of Life.